# Team Felt Felbermayr
Team Felt Felbermayr (Kod UCI: RSW) – austriacka grupa kolarska istniejąca w latach 2004–2024. Zespół od początku istnienia występował w dywizji UCI Continental Teams.

## Nazwa grupy w poszczególnych latach
| lata      | nazwa                                   |
| --------- | --------------------------------------- |
| 2004      | Radclub-Resch & Frisch Eybl Wels        |
| 2005      | ARBÖ Resch & Frisch Eybl                |
| 2006      | RC Arbö Resch & Frisch Wels             |
| 2007      | RC Arbö Resch & Frisch Gourmetfein Wels |
| 2008–2009 | RC Arbö Wels Gourmetfein                |
| 2010      | Arbö Gourmetfein Wels                   |
| 2011      | RC Arbö Gourmetfein Wels                |
| 2012      | RC Arbö Wels Gourmetfein                |
| 2013      | Gourmetfein Simplon                     |
| 2014      | Gourmetfein Simplon Wels                |
| 2015–2023 | Team Felbermayr Simplon Wels            |
| 2024      | Team Felt Felbermayr                    |

## Sezony

### 2024

#### Skład
| Skład drużyny 2024      | Skład drużyny 2024 | Skład drużyny 2024 | Skład drużyny 2024              |
| Imię i nazwisko         | Data urodzenia     | Państwo            | Poprzednia grupa                |
| ----------------------- | ------------------ | ------------------ | ------------------------------- |
| Piotr Brożyna           | 17 lutego 1995     | Polska             | Voster ATS Team (2023)          |
| Josef Dirnbauer         | 27 czerwca 1998    | Austria            |                                 |
| Daniel Federspiel       | 21 kwietnia 1987   | Austria            | Team Vorarlberg (2021)          |
| Miguel Heidemann        | 27 stycznia 1998   | Niemcy             | Leopard TOGT Pro Cycling (2023) |
| Dominik Hödlmoser       | 27 września 2005   | Austria            |                                 |
| Michael Kukrle          | 17 listopada 1994  | Czechy             | Elkov-Kasper (2022)             |
| Hermann Pernsteiner     | 7 sierpnia 1990    | Austria            | Bahrain Victorious (2023)       |
| Jakob Purtscheller      | 9 lipca 2004       | Austria            |                                 |
| Julian Pöchacker        | 26 listopada 1999  | Austria            |                                 |
| Matthias Reutimann      | 15 listopada 1994  | Szwajcaria         | Team Vorarlberg (2022)          |
| Felix Ritzinger         | 23 grudnia 1996    | Austria            | WSA KTM Graz p/b Leomo (2022)   |
| Sebastian Schönberger   | 14 maja 1994       | Austria            | Human Powered Health (2023)     |
| Patryk Stosz            | 15 lipca 1994      | Polska             | Voster ATS Team (2023)          |
| Tom Wirtgen             | 4 marca 1996       | Luksemburg         | Global 6 Cycling (2023)         |
| Emanuel Zangerle        | 24 września 2000   | Austria            | Tirol KTM Cycling Team (2022)   |
| Riccardo Zoidl          | 8 kwietnia 1988    | Austria            | Team Vorarlberg (2022)          |
|                         |                    |                    |                                 |
| Źródło: ProCyclingStats |                    |                    |                                 |

#### Zwycięstwa
| Zwycięstwa      | Zwycięstwa                                       | Zwycięstwa | Zwycięstwa | Zwycięstwa      | Zwycięstwa |
| Data            | Wyścig                                           | Państwo    | Kategoria  | Zwycięzca       |            |
| --------------- | ------------------------------------------------ | ---------- | ---------- | --------------- | ---------- |
| 16 maj          | Tour of Greece, 2. etap                          | Grecja     | 2.1        | Felix Ritzinger |            |
| 17 maj          | Tour of Greece, 3. etap                          | Grecja     | 2.1        | Riccardo Zoidl  |            |
| 19 maja 2024    | Tour of Greece, klasyfikacja generalna           | Grecja     | 2.1        | Riccardo Zoidl  |            |
| 1 cze           | Małopolski Wyścig Górski, 2. etap                | Polska     | 2.2        | Felix Ritzinger |            |
| 2 czerwca 2024  | Małopolski Wyścig Górski, klasyfikacja generalna | Polska     | 2.2        | Riccardo Zoidl  |            |
| 2 cze           | Małopolski Wyścig Górski, 3. etap                | Polska     | 2.2        | Riccardo Zoidl  |            |
| 14 czerwca 2024 | Tour de Maurice, klasyfikacja generalna          | Mauritius  | 2.2        | Piotr Brożyna   |            |
| 26 cze          | Wyścig Solidarności i Olimpijczyków, 1. a etap   | Polska     | 2.2        | Patryk Stosz    |            |

### 2023

#### Skład
| Skład drużyny 2023             | Skład drużyny 2023 | Skład drużyny 2023 | Skład drużyny 2023            |
| Imię i nazwisko                | Data urodzenia     | Państwo            | Poprzednia grupa              |
| ------------------------------ | ------------------ | ------------------ | ----------------------------- |
| Manuel Bosch                   | 28 kwietnia 1989   | Austria            | Hrinkow Advarics (2022)       |
| Josef Dirnbauer                | 27 czerwca 1998    | Austria            |                               |
| Daniel Federspiel              | 21 kwietnia 1987   | Austria            | Team Vorarlberg (2021)        |
| Marco Friedrich (1 sty–31 mar) | 16 lutego 1998     | Austria            | Tirol KTM Cycling Team (2020) |
| Florian Kierner                | 17 maja 1999       | Austria            |                               |
| Michael Kukrle                 | 17 listopada 1994  | Czechy             | Elkov-Kasper (2022)           |
| Martin Meiler                  | 19 marca 1998      | Niemcy             | Team Vorarlberg (2022)        |
| Jakob Purtscheller             | 9 lipca 2004       | Austria            |                               |
| Matthias Reutimann             | 15 listopada 1994  | Szwajcaria         | Team Vorarlberg (2022)        |
| Felix Ritzinger                | 23 grudnia 1996    | Austria            | WSA KTM Graz p/b Leomo (2022) |
| Emanuel Zangerle               | 24 września 2000   | Austria            | Tirol KTM Cycling Team (2022) |
| Riccardo Zoidl                 | 8 kwietnia 1988    | Austria            | Team Vorarlberg (2022)        |
|                                |                    |                    |                               |
| Źródło: ProCyclingStats        |                    |                    |                               |

#### Zwycięstwa
| Zwycięstwa | Zwycięstwa                                        | Zwycięstwa | Zwycięstwa | Zwycięstwa     | Zwycięstwa |
| Data       | Wyścig                                            | Państwo    | Kategoria  | Zwycięzca      |            |
| ---------- | ------------------------------------------------- | ---------- | ---------- | -------------- | ---------- |
| 12 sie     | Memoriał Henryka Łasaka                           | Polska     | 1.2        | Michael Kukrle |            |
| 13 sie     | Memoriał Jana Magiery                             | Polska     | 1.2        | Michael Kukrle |            |
| 1 wrz      | Giro della Regione Friuli Venezia Giulia, 2. etap | Włochy     | 2.2        | Michael Kukrle |            |

### 2022

#### Skład
| Skład drużyny 2022       | Skład drużyny 2022 | Skład drużyny 2022 | Skład drużyny 2022                    |
| Imię i nazwisko          | Data urodzenia     | Państwo            | Poprzednia grupa                      |
| ------------------------ | ------------------ | ------------------ | ------------------------------------- |
| Andi Bajc (1 sty–24 lut) | 14 listopada 1988  | Słowenia           | My Bike-Stevens (2018)                |
| Jack Burke               | 12 czerwca 1995    | Kanada             | Union Raiffeisen Radteam Tirol (2021) |
| Josef Dirnbauer          | 27 czerwca 1998    | Austria            |                                       |
| Daniel Federspiel        | 21 kwietnia 1987   | Austria            | Team Vorarlberg (2021)                |
| Marco Friedrich          | 16 lutego 1998     | Austria            | Tirol KTM Cycling Team (2020)         |
| Florian Gamper(Przypis)  | 3 sierpnia 1999    | Austria            | Tirol KTM Cycling Team (2021)         |
| Mario Gamper             | 3 sierpnia 1999    | Austria            | Union Raiffeisen Radteam Tirol (2021) |
| Florian Kierner          | 17 maja 1999       | Austria            |                                       |
| Daniel Lehner            | 14 kwietnia 1994   | Austria            | Team Vorarlberg (2016)                |
| Matthias Mangertseder    | 24 listopada 1998  | Niemcy             | Maloja Pushbikers (2020)              |
| Fabian Steininger        | 12 września 2000   | Austria            | Union Raiffeisen Radteam Tirol (2021) |
| Adrian Stieger           | 13 lipca 2003      | Austria            |                                       |
| Daniel Turek             | 19 stycznia 1993   | Czechy             | Israel Cycling Academy (2020)         |
| Moran Vermeulen          | 14 czerwca 1997    | Austria            | WSA KTM Graz (2019)                   |
|                          |                    |                    |                                       |
| Źródło: ProCyclingStats  |                    |                    |                                       |

Przypis: Florian Gamper, koniec kariery